# Frédéric Toulmouche
Frédéric Toulmouche (Nantes, França, 13 d'agost de 1850 - París, 20 de febrer de 1909) fou un compositor francès.
Les seves principals activitats artístiques tingueren per camp l'òpera i l'opereta, destacant entre elles les que assoliren més èxit les titulades:
- Le moutier de St. Guignolet (Brussel·les, 1885);
- La veille des noces (París, 1888);
- L'âme de la patrie (Saint-Brieuc, 1892);
- La perle du Cantal (París, 1895);
- La St. Valentin (París, 1895).